# Seria Field

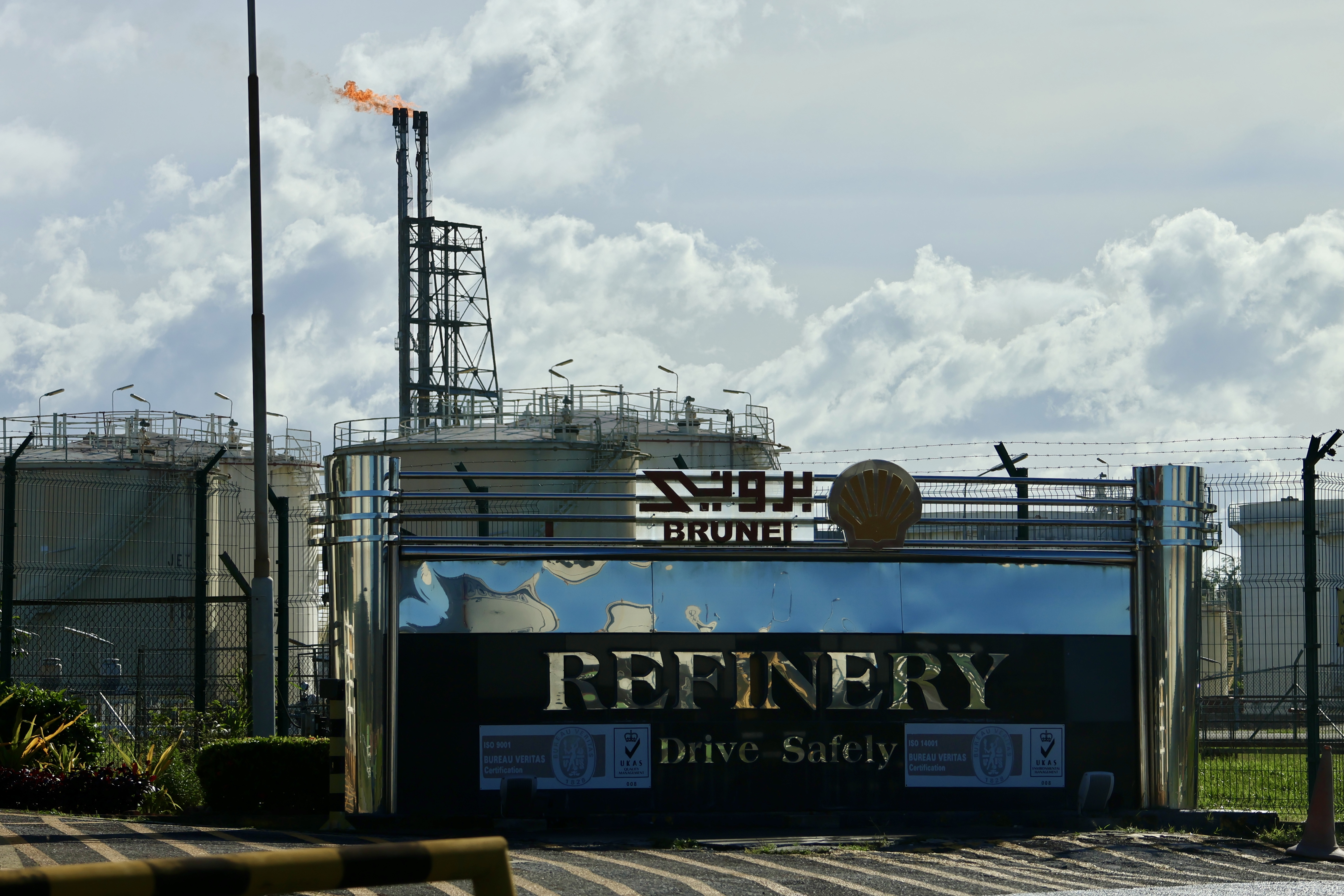
Seria (2023)

Seria Field ist das größte Ölfeld in Nordwest-Borneo. Es wurde 1929 entdeckt. Das Erdöl sammelt sich in Sandsteinschichten aus dem Oberen Miozän (Messinium/Tortonium) in der Seria Anticline, welche sich entlang der heutigen Küstenlinie erstreckt. Dass Ölfeld ergab im Verlauf von 75 Jahren mehr als 1 Milliarde Barrels Öl. Die Brunei Shell Petroleum (BSP) ist die Betreiberfirma der Ölproduktion.
Die Ausbeutung des Felds begann mit der Entdeckung 1926, als F. F. Marriot, der Superintendent der British Malay Petroleum Company, und T. G. Cochrane, General Manager von Sarawak Oilfields Limited, bei einer Überlandtour im Gebiet von Kuala Belait Öl rochen und eine geophysikalische Untersuchung des Gebiets beauftragten.
Gegen Ende des Zweiten Weltkrieges zündeten die Japaner 14 von 21 Quellen an, bevor sie flohen. Australische Arbeiter versuchten die Feuer zu löschen.